# ポップコーンアバター
『ポップコーンアバター』は、星野倖一郎による日本の漫画作品。『クラブサンデー』（小学館）にて2009年4月から2011年8月まで連載。

## ストーリー
現代に転生した神族（デーバ）と魔族（アスラ）。世界の主導権を得るための両者の戦いは、彼女たちの力を借りた化身・アバター達に委ねられた。
不登校続きの高校生・蔵人もまた、神族の少女・リサの手によりこの戦いに巻き込まれていく。

## 登場人物

### 神族（デーバ）サイド
神族は進化を司り、神族が魔族に勝利した場合、地球のあまねく生命の成り行きを見守ることになっている。以前は神族が優位に立っていたが、ヴリトラの誕生により勢力が拮抗している。「世界を守る者」という意味を持つローカパーラという8人が存在し、全員がそろうことでヴリトラを封印することができるが、その時に1人でも欠ければ破壊の神・シバァが復活してしまう。
和田 蔵人（わだ くらんど）
主人公。高校1年。クラスは1組。事故で妹に怪我を負わせてしまい、苦悩する母から拒絶され、祖母の家で暮らしている。そのため、おばあちゃんっ子である。超シスコン。M気アリ。高校入学後も不登校を続けていたが、リサのアバターに選ばれたことで普通に登校するようになる。事故による罪悪感により根暗な性格になっているが、真冬のいる世界を守るために、リサの存在を守るために戦い続ける。
幼い頃はやんちゃな性格で、周りの子供達や真冬を振り回していた。
リサに投げられた際、記憶が9歳まで後退し、全ての女子のスカートをめくったため、一部の男子から熱狂的な支持を受け、女子からは危険視されている。
人の顔を覚えるのが苦手なため、パーツで覚える癖がある。
2度目のヴリトラとの戦いでリサのプラーナを純粋に受け取りすぎたため、風の神の姿と化し、満身創痍になりながらもヴリトラを圧倒する。戦いの後、リサに告白した。
技
スパルサナ（風に触れる）
風を集めて空中を移動する。これを使うとあっという間にアーシュラムを超えるので注意が必要。移動だけでなく、攻撃に使うこともできる。
アニラ（風の息）
風を発生させ、圧縮して打ち出す。回転しながら飛んでいくため、当てるのは結構難しい。アニラを重ねると威力が増す。練りこむと、ものを斬ることもできる。
プロヴァータ（向かい風）
衝撃を吸収する風の盾を作る。
ガァンダヴァハ（芳香を運ぶ風）
必殺技。本性を現した魔族に対抗するための技。根こそぎ体力と精神力を持っていかれる。敵は、当たった場所から、飲み込まれ、消滅していく。
リサ・ヴァーユ
ヒロイン。高校1年で蔵人のクラスメイト。日本生まれ日本育ちのイギリス人。身長172cm。グリーンの瞳に金髪のロングヘアーを黒いリボンで束ねる容姿・スタイル共に抜群の少女だが、その実態は風を司る神族・ヴァーユの現代における姿。北西の守護。ローカパーラの一人。かなり攻撃的で、周囲からはSと認識されている。戦闘時はチアガールのコスチュームを身にまとう。
幼い頃は周囲から金髪をからかわれていじめられていたが、蔵人との出会いで今のような性格に変わった。蔵人の出会いからしばらくして、いじめっ子を叩きのめし、えこひいきをしていたイケメン教師やモンスターペアレンツと対立し、PTAとの籠城戦で理科室爆破、そしてクラッシャーリサ伝説が誕生する。
ヴリトラとの戦いの中で蔵人に告白する。
カイ
天乃のアバター。大柄だが性格はおとなしく、戦いで相手を傷つけることに抵抗がある。弱気。貧しい生活を送っており、天乃から資金を援助してもらいながら母と兄弟と暮らしている。実の父に刺されたところを天乃たちに救われ、その時、天乃のことも守る約束をしてアバターとなった。武器はヴァジュラのような槍で、出力に応じて巨大化する。
釈永 天乃（しゃくなが あまの）
圧倒的な財力や情報網を誇るヤクザ・「金剛組」の娘。雷を司る神族・インドラの現代における姿。東方の守護。ローカパーラの一人。転生前から何でも力で支配するタイプだったらしく、神族・魔族双方から恐れられている。転生前は、そのあり余る力におぼれ、最終的に独りぼっちになってしまった。
自宅でも戦闘中でもピリピリしているため、カイがいないときに遊びに行っているカイの自宅だけが気が抜ける場所。
琴原 煉（ことはら れん）
火を司る神族・アグニの現代における姿。東南の守護。ローカパーラの一人。身長154cm。
戦いには参加せず普通の人生を送ろうとしていたが、街で偶然リサ達に見つかり強制的に仲間に引き込まれる。合流時点で彼氏がいたが、魔族との戦いに怖気づいて逃げ出したために振られ、アバター不在。そのため天乃の指示で、残りのローカパーラを探してインド・オリッサ州に向かい、ヤマに遭遇する。
人間らしくあろうとしているので、ジャガンナートに好かれている。蔵人がジャガンナートを呼んだため、一緒にヴリトラとの戦いの地に飛ばされた。
荒木 早苗（あらき さなえ）
水希のアバター。多部の幼馴染。オヤジ趣味で、女子が好き。水を球体にして飛ばすなど、水を操ることができる。ラーヴァナの謀略により友達を傷つけてしまったため、彼女を追っている。
技
ドァーラ（流れをなす水）
水で球体をつくり相手にぶつける。
森野 水希（もりの みずき）
水を司る神族・ヴァルナの現代における姿。西方の守護。ローカパーラの一人。多部の幼馴染。早苗とともにラーヴァナを追っている。
ヤマ
ローカパーラの一人。南方の守護にして死を司る神。ヴリトラがシバァを呼ぼうとしていることを察知し、アグニ（煉）の招集を拒む。

### 魔族（アスラ）サイド
魔族は淘汰を司り、魔族が神族に勝利した場合、地球が再編され、今の世界は終わる。以前は劣勢だったが、ヴリトラを創造し今は勢力が拮抗している。現在、ヴリトラ、ラーヴァナの二つの勢力がある。神族に比べ、圧倒的に数が少ない。種類にもよるが、基本的に生物を模した能力が多い。
龍堂 大河（りゅうどう たいが）
京香のアバターであり弟。国内トップシェアを誇る製薬会社「龍堂製薬」の会長の隠し子。17歳の若さにして、会社の特別顧問。その目的は、病に蝕まれたこの世界を、魔族の勝利により治療し再構築することだと言っていたが、実はシバァを復活させることで完全な無を呼ぶことだった。”不死（アムリタ）”の能力だけでなく、両手を刀に変形させ、巨大な蛇・ヴァーキスを操ることができる。ヴァーキスはアシューラムの空間をゆがめることで自在に行動することができ、腹中は脱出できない無限地獄になっている。
2度目の蔵人との戦いに敗れたが、蔵人がジャガンナートに「友達とのケンカだから」といったため、勝敗が無効化された。
龍堂 京香（りゅうどう きょうか）
厄災の源、不死の能力を持つ魔族・ヴリトラの現代における姿。大河の姉。大河と同じく、龍堂製薬会長の隠し子。不治の病を抱え、余命いくばくもない。
倉持 かなえ（くらもち‐）
魔族。アバターとともに、ヴリトラによって神族との接触と、ヴリトラの名前を伝えるためにパシリにされ、カイ・天乃と戦う。アバターは乱入した蔵人に倒されたが、これがルール違反だったため消滅を免れた。元々アバターに暴力を振るわれていたため、かえってスッキリしている。これからは、自分を殴らない男をつかまえて、ちゃんとした恋をしたいと思っている。
暮葉（くれは）
ヤクザ・芳神会の幹部だったが、破門されている。マヒシャのアバター。牛を模した姿に変身する。防御力が高く、動きも早い。蔵人たちを解体中のビルにおびき寄せ、有利に戦うも、蔵人とカイのコンビネーションの前に敗れる。
マヒシャ
魔族。暮葉のことを「パパ」と呼ぶ。アバターとの関係は良好だったようだ。暮葉が敗れたため、消滅した。
七瀬 元春（ななせ もとはる）
警視庁公安部部長。龍堂姉弟の計画に手を貸し、危険人物注視リストの中から、世界再構築のための捨て駒のアバターの供給をしている。ラーヴァナにも神族側の情報を流した。
ラーヴァナに協力していたのは失った息子をよみがえらせることができると騙されていたからだった。
美月　弥生（みづき　やよい）
魔族・ラーヴァナの現代における姿。リサを超える巨乳。オピニオンリーダー的女子高生、流浪の美人占い師と様々な顔を持ち、七瀬の手引きで蔵人たちのクラス・1年1組の副担任として赴任したこともある。
甘い言葉で人間を騙し、アバターにしては使い捨てるといった行為を繰り返している。かなり性格が悪く、神族と戦う際も、相手の知人をアバターにして戦わせ、それを楽しんでいる。アバターは蛇を模した姿になる。
七瀬を唆し、真冬と京香を誘拐させ蔵人と大河を戦わせる。しかし、リョウの復活などで自分の思い通りにいかなくなったため、アバターを通さず魔族の能力を発揮し、カイや早苗らによって倒される。
井端　譲（いばた　ゆずる）
蔵人たちのクラスメイト。小学校からリサと同じ学校。小・中とサッカー部だったが、高校ではサッカー部に入らなかった。
小学校のころからリサのことが好きで、それに付け込んだ弥生にアバターにされてしまい、蔵人と戦う。ラーヴァナの能力で、フードコブラ属のような姿になり、頸部から溶解液を出す。弥生の今までのアバターの中で、能力を一番使いこなしていたが、蔵人の前に敗れる。

### その他
梶原 リョウ（かじわら リョウ）
高校2年で、蔵人とリサの通う高校の先輩にあたる。身長190cm。一匹狼の不良で、楽しいことを求めている。未確認だが、1人で不良高校を一つつぶしたことがあるらしい。魔族のアバターになり蔵人と戦うが、戦うことに楽しみを見出し、組んでいた魔族の能力では十分に楽しめないとして途中で戦いを放棄。なお、この戦いでついた傷が顔に残っている。魔族を見限り、以降は別の神族または魔族を探している。最初に組んでいた魔族から与えられた能力は、高速移動が可能な「トヴァーラ」。
素手で魔族を圧倒するほどの強さを誇っている。
その後は、積極的に他人とかかわるようになり、携帯電話の登録人数は400人を超えている。また、毎日学校に来て、誰とでも気さくに話すようになった。
真冬に興味をもち一緒にいることが増えた。そのため、真冬と蔵人を戦わせようとする弥生に命を狙われるが、そのアバターを返り討ちにする。しかし、その後、油断してトラックに轢かれ重傷を負い、入院する。
退院後、七瀬ら公安に襲われ銃で頭を打たれて死亡するが、シバァの暫定処置により虚ろな状態でこの世に留められるという形で復活した。そのため、額に第三の目が生じた。
和田 真冬（わだ まふゆ）
蔵人の双子の妹。小学生のときに橋から落ちて大怪我を負い、そのせいで2年留年している。事故の原因を作ってしまった蔵人のことは恨んでおらず、塞ぎこんでしまった彼の身を案じている。機械音痴。
蔵人と戦わせようとする弥生に狙われている。
実は封印されているはずの破壊と想像を司る神族シバァの現代における姿（転生ナシ）。双子だったため器として不安定だった。二面性を持つと特異な神であるシバァは、真冬と同化して眠りにつくつもりだった。破壊を司る部分は傍観を決め込んだらしい。
多部 夜梨子（たべ　よりこ）
蔵人、リサのクラスメート。クラス委員のしっかり者。身長160cm。早苗、水希の幼馴染だったが、1年前に引っ越してきた。リサに対抗意識を抱いている。真密度の高い相手の前で油断することで発動する天然である、隠れ天然。普段一人称は「私」だが、隠れ天然発動時は「ヨリちゃん」になる。
一人っ子で親に甘やかされて育ったため、その反動でみんなの面倒を見たがる。
リサや早苗たちが、自分に隠し事越していたことに傷つき、それに付け込んだラーヴァナに狙われたが、蔵人によって救われる。
ジャガンナート
審判神。神族と魔族の戦いの協定が破られたときに出現し、協定を破った者に何らかの罰を課す。関西弁で話す。審判の仕方も曖昧だが、それはこの神が人々の信仰心から生まれた存在であり、人間らしさに呼応するためである。
ダニエル・ヴァーユ
リサの父。イングランド南東部バッキンガムシャー出身。元家具職人で、現在は日本で「仏像制作・修復　涼風庵」を営む。新婚旅行で訪れた日本で仏像に魅せられ仏師に弟子入りした。日本語はペラペラだが、英語で家に来た蔵人を驚かせる。
ヘレナ
リサの母。夫と同じくバッキンガムシャー出身。お嬢様育ちだが、気が付くと、家族のだれも頭の上がらない位置に君臨している。
和田　夏美
蔵人、真冬の母。八雲総合病院の看護師長。
真冬の大ケガをきっかけに、蔵人を遠ざけるようになり、今では蔵人を祖母のもとに預け、別々に暮らしている。
シノザキ
蔵人たちのクラスメイト。多部とは一番の仲良し。

## 戦いについて
- 現代において人間の女性として転生した神族と魔族は、自分の力を代わりに使う人間をアバターとして選定し、互いに戦わせる。
- アバターは、自分が組む神族または魔族を中心とした直径37.5mの円柱状の空間・アーシュラムの中でのみ力を行使できる。この力は、プラーナの一種。
  - プラーナとは、すべてのものが放つエネルギーのようなもの。人の気持ちもプラーナの一つで、一方通行のものではないため、互いを理解することで相乗効果が生まれる知的生命体ならば、指向性を高め、特定の人物に応援という形でプラーナを放出することもできる。
- 神族または魔族は、自分のアバターが敗北した場合、輪廻の渦に飲み込まれて消えていく。
- 神族または魔族は、自分の本来の姿に変化した場合、輪廻の渦に戻ることができず、二度と意志ある体を持つことができない。
- 敗北したアバターは、戦いに関する記憶（パートナーに関するものも含む）を失う。
- コンビの解消及び他の神族または魔族とのコンビ結成は可能。
- 以下の場合、敗北とはみなされない。
  - 戦いの協定が破られた場合。
  - 戦いが放棄された場合。

## 単行本
1. 2009年10月16日発売 ISBN 978-4091218599
2. 2010年2月18日発売 ISBN 978-4091221797
3. 2010年6月18日発売 ISBN 978-4091223494
4. 2010年11月18日発売 ISBN 978-4091226785
5. 2011年5月18日発売 ISBN 978-4091228895
6. 2011年8月18日発売 ISBN 978-4091232304